# Jakob Söderqvist
Jakob Söderqvist (Sundsvall, 31 de mayo de 2003) es un deportista sueco que compite en ciclismo en la modalidad de ruta.
Ganó una medalla de plata en el Campeonato Mundial de Ciclismo en Ruta de 2024 y una medalla de plata en el Campeonato Europeo de Ciclismo en Ruta de 2024, ambas en la prueba de contrarreloj sub-23.

## Medallero internacional
| Campeonato Mundial | Campeonato Mundial | Campeonato Mundial | Campeonato Mundial  |
| Año                | Lugar              | Medalla            | Competición         |
| ------------------ | ------------------ | ------------------ | ------------------- |
| 2024               | Zúrich (Suiza)     | Medalla de plata   | Contrarreloj sub-23 |
| Campeonato Europeo |                    |                    |                     |
| Año                | Lugar              | Medalla            | Competición         |
| 2024               | Limburgo (Bélgica) | Medalla de plata   | Contrarreloj sub-23 |

## Palmarés
2023
- 1 etapa del Tour de Loir-et-Cher
- 2.º en el Campeonato de Suecia Contrarreloj
- Flanders Tomorrow Tour

2024
- Tour de Bretaña, más 1 etapa
- 2 etapas de la Flèche du Sud
- 1 etapa del Giro de Italia Next Gen
- Campeonato de Suecia Contrarreloj
- 2.º en el Campeonato Europeo Contrarreloj sub-23
- 2.º en el Campeonato Mundial Contrarreloj sub-23
- Chrono des Nations sub-23

2025
- Campeonato de Suecia Contrarreloj
- 1 etapa de la Vuelta a Dinamarca